# Coupe de France de football 1954-1955
Navigation
Coupe de France 1953-1954 Coupe de France 1955-1956
L'édition 1954-1955 de la Coupe de France est la 38e édition de la Coupe de France de football. Elle est remportée par le LOSC Lille.

## Trente-deuxièmes de finale
| Division                 | Club                     | Score      | Club                   | Division        |
| ------------------------ | ------------------------ | ---------- | ---------------------- | --------------- |
| Division 2 (D2)          | AS Aix-en-Provence       | 4 - 1      | AS Troyes-Savinienne   | Division 1 (D1) |
| Division 2 (D2)          | Perpignan FC             | 2 - 1      | CA Paris               | Division 2 (D2) |
| Division 1 (D1)          | RC Paris                 | 3 - 0      | Stade français FC      | Division 2 (D2) |
| CFA (D3)                 | ES Piennes               | 2 - 1      | Olympique alésien      | Division 2 (D2) |
| CFA (D3)                 | US Quevilly              | 6 - 3      | RC Arras               | PH (D5)         |
| Division 1 (D1)          | Stade de Reims           | 5 - 1      | CEP Lorient            | CFA (D3)        |
| Division 2 (D2)          | Stade rennais UC         | 4 - 1      | US Saint-Malo          | DH (D4)         |
| Division 1 (D1)          | CO Roubaix-Tourcoing     | 3 - 3 a.p. | AS Monaco FC           | Division 1 (D1) |
| Division 2 (D2)          | FC Rouen                 | 4 - 0      | AS Cherbourg-Stella    | DH (D4)         |
| Division 2 (D2)          | UA Sedan-Torcy           | 6 - 1      | AS Hautmont            | DH (D4)         |
| Division 1 (D1)          | FC Sochaux-Montbéliard   | 3 - 0      | CS Blénod              | DH (D4)         |
| Division 1 (D1)          | RC Strasbourg            | 7 - 0      | ASCA Wittelsheim       | CFA (D3)        |
| Division 2 (D2)          | SC Toulon                | 5 - 0      | SO Montpellier         | Division 2 (D2) |
| Division 1 (D1)          | Toulouse FC              | 3 - 2      | US Saint-Gaudens       | CFA (D3)        |
| Division 2 (D2)          | US Valenciennes-Anzin    | 3 - 2      | JA Armentières         | CFA (D3)        |
| CFA (D3)                 | AS Orléans               | 3 - 1      | FC Sète                | Division 2 (D2) |
| Division 1 (D1)          | Nîmes Olympique          | 3 - 1      | AS Béziers             | Division 2 (D2) |
| Division 1 (D1)          | OGC Nice                 | 1 - 0      | FC Annecy              | CFA (D3)        |
| Division 2 (D2)          | Angers SCO               | 5 - 0      | COC Chambly            | 1D (D6)         |
| Division 2 (D2)          | RCFC Besançon            | 1 - 1 a.p. | FC Metz                | Division 1 (D1) |
| Division 1 (D1)          | FC Girondins de Bordeaux | 1 - 0      | SO Cholet              | CFA (D3)        |
| CFA (D3)                 | SO Bruay-en-Artois       | 2 - 1      | CS Avion               | DH (D4)         |
| CFA (D3)                 | SC Draguignan            | 2 - 0      | RC Vichy               | CFA (D3)        |
| CFA (D3)                 | AS Giraumont             | 2 - 1      | US Viesly              | DH (D4)         |
| Division 2 (D2)          | FC Grenoble              | 5 - 2      | AS Decize              | DH (D4)         |
| Division 2 (D2)          | Le Havre AC              | 4 - 0      | Télé-Ménilles Sports   |                 |
| Division 1 (D1)          | FC Nancy                 | 4 - 3      | AS Saint-Étienne       | Division 1 (D1) |
| CFA (D3)                 | FC Mulhouse 1893         | 2 - 0      | Olympique de Marseille | Division 1 (D1) |
| Division 2 (D2)          | Red Star OA              | 9 - 0      | Maghreb AS             | DH Maroc        |
| Division 1 (D1)          | Olympique lyonnais       | 3 - 2      | AS Cannes              | Division 2 (D2) |
| Division 1 (D1)          | Lille OSC                | 3 - 2      | FC Nantes              | Division 2 (D2) |
| Division 1 (D1)          | RC Lens                  | 5 - 0      | ASSB Oignies           | CFA (D3))       |
| Matches rejoués          |                          |            |                        |                 |
| Division 1 (D1)          | CO Roubaix-Tourcoing     | 1 - 1 a.p. | AS Monaco FC           | Division 1 (D1) |
| Division 2 (D2)          | RCFC Besançon            | 3 - 1      | FC Metz                | Division 1 (D1) |
| Match rejoué une 3e fois |                          |            |                        |                 |
| Division 1 (D1)          | CO Roubaix-Tourcoing     | 4 - 0      | AS Monaco FC           | Division 1 (D1) |

## Seizièmes de finale
| Division        | Club                     | Score      | Club                  | Division        |
| --------------- | ------------------------ | ---------- | --------------------- | --------------- |
| Division 2 (D2) | Angers SCO               | 3 - 2      | RC Lens               | Division 1 (D1) |
| Division 1 (D1) | Toulouse FC              | 4 - 0      | FC Mulhouse 1893      | CFA (D3)        |
| Division 2 (D2) | SC Toulon                | 1 - 0      | ES Piennes            | CFA (D3)        |
| Division 1 (D1) | RC Strasbourg            | 2 - 0      | US Valenciennes-Anzin | Division 2 (D2) |
| Division 1 (D1) | FC Sochaux-Montbéliard   | 4 - 0      | Red Star OA           | Division 2 (D2) |
| Division 2 (D2) | FC Rouen                 | 4 - 1      | SO Bruay-en-Artois    | CFA (D3)        |
| Division 1 (D1) | CO Roubaix-Tourcoing     | 2 - 1      | RCFC Besançon         | Division 2 (D2) |
| Division 1 (D1) | Stade de Reims           | 2 - 1      | RC Paris              | Division 1 (D1) |
| CFA (D3)        | AS Orléans               | 2 - 1      | Perpignan FC          | Division 2 (D2) |
| Division 1 (D1) | OGC Nice                 | 4 - 0      | AS Aix-en-Provence    | Division 2 (D2) |
| Division 1 (D1) | FC Girondins de Bordeaux | 1 - 1 a.p. | AS Giraumont          | CFA (D3)        |
| CFA (D3)        | SC Draguignan            | 1 - 1 a.p. | US Quevilly           | CFA (D3)        |
| Division 2 (D2) | Le Havre AC              | 2 - 0      | Stade rennais UC      | Division 2 (D2) |
| Division 1 (D1) | Lille OSC                | 3 - 0      | FC Grenoble           | Division 2 (D2) |
| Division 1 (D1) | Olympique lyonnais       | 0 - 0 a.p. | UA Sedan-Torcy        | Division 2 (D2) |
| Division 1 (D1) | FC Nancy                 | 3 - 1      | Nîmes Olympique       | Division 1 (D1) |
| Matches rejoués |                          |            |                       |                 |
| Division 1 (D1) | FC Girondins de Bordeaux | 4 - 1      | AS Giraumont          | CFA (D3)        |
| CFA (D3)        | SC Draguignan            | 3 - 1      | US Quevilly           | CFA (D3)        |
| Division 1 (D1) | Olympique lyonnais       | 2 - 1      | UA Sedan-Torcy        | Division 2 (D2) |

## Huitièmes de finale
| Division        | Club                     | Score      | Club                   | Division        |
| --------------- | ------------------------ | ---------- | ---------------------- | --------------- |
| Division 1 (D1) | Lille OSC                | 1 - 0      | Stade de Reims         | Division 1 (D1) |
| Division 1 (D1) | Toulouse FC              | 5 - 2      | CO Roubaix-Tourcoing   | Division 1 (D1) |
| Division 1 (D1) | RC Strasbourg            | 2 - 1      | FC Sochaux-Montbéliard | Division 1 (D1) |
| Division 1 (D1) | FC Nancy                 | 6 - 0      | SC Toulon              | Division 2 (D2) |
| Division 1 (D1) | FC Girondins de Bordeaux | 2 - 2 a.p. | FC Rouen               | Division 2 (D2) |
| Division 2 (D2) | Le Havre AC              | 1 - 0      | Angers SCO             | Division 2 (D2) |
| Division 1 (D1) | OGC Nice                 | 5 - 3      | Olympique lyonnais     | Division 1 (D1) |
| CFA (D3)        | SC Draguignan            | 1 - 0      | AS Orléans             | CFA (D3)        |
| Match rejoué    |                          |            |                        |                 |
| Division 1 (D1) | FC Girondins de Bordeaux | 1 - 0      | FC Rouen               | Division 2 (D2) |

## Quarts de finale
| Division        | Club                     | Score      | Club          | Division        |
| --------------- | ------------------------ | ---------- | ------------- | --------------- |
| Division 1 (D1) | Lille OSC                | 1 - 0      | Toulouse FC   | Division 1 (D1) |
| Division 1 (D1) | RC Strasbourg            | 4 - 3      | FC Nancy      | Division 1 (D1) |
| Division 1 (D1) | FC Girondins de Bordeaux | 1 - 0      | Le Havre AC   | Division 2 (D2) |
| Division 1 (D1) | OGC Nice                 | 1 - 1 a.p. | SC Draguignan | CFA (D3)        |
| Match rejoué    |                          |            |               |                 |
| Division 1 (D1) | OGC Nice                 | 5 - 0      | SC Draguignan | CFA (D3)        |

## Demi-finales
| Division        | Club                     | Score | Club          | Division        |
| --------------- | ------------------------ | ----- | ------------- | --------------- |
| Division 1 (D1) | Lille OSC                | 4 - 0 | RC Strasbourg | Division 1 (D1) |
| Division 1 (D1) | FC Girondins de Bordeaux | 3 - 2 | OGC Nice      | Division 1 (D1) |

## Finale
| Entraîneur : |
| André Cheuva |

| Entraîneur : |
| André Gérard |

| Entraîneur : |
| André Cheuva |

| Entraîneur : |
| André Gérard |